# ヒネミ
『ヒネミ』は、宮沢章夫の戯曲。1992年に宮沢の劇団遊園地再生事業団により初演。演出は宮沢、主演は温水洋一。1995年に山崎一主演で再演されている。1993年度第37回岸田國士戯曲賞受賞作。
主人公・佐竹が幼少期を過ごし、今は消滅してしまった小さな町「日根水」をめぐる追想をテーマにしている。劇は佐竹の幼少期のシーンからはじまり、続いて地図を作る機関に勤めているらしい大人になった佐竹のシーンに移る。佐竹は私的に「日根水」の町を再現するための地図をつくっており、同僚に町の概略を説明しようとしている。しかし、まもなく両者のシーンは境界が曖昧になっていき、記憶から欠落している兄の死の謎や、消滅した町と同じ名前を持つ少女などが関わりながら、宮沢の劇の特徴である「え？」という聞き返しや会話の細かな行き違いをともなって静かに劇が進行していく。
宮沢はその後『ヒネミの商人』（1994年）、『蜜の流れる地』（1996年）と、「ヒネミもの」といいうるヒネミを舞台にした一連の作品を執筆している。